# Awakenings (Festival)
Awakenings ist ein niederländisches Musikfestival für Elektronische Tanzmusik (vorwiegend Techno) mit DJs und Live-Acts. Die zumeist als Ein-Tages-Festival aufgezogene Veranstaltung wird von der Firma Monumental Productions organisiert. Awakenings wurde 1997 das erste Mal veranstaltet. Seitdem findet es mehrmals jährlich statt.

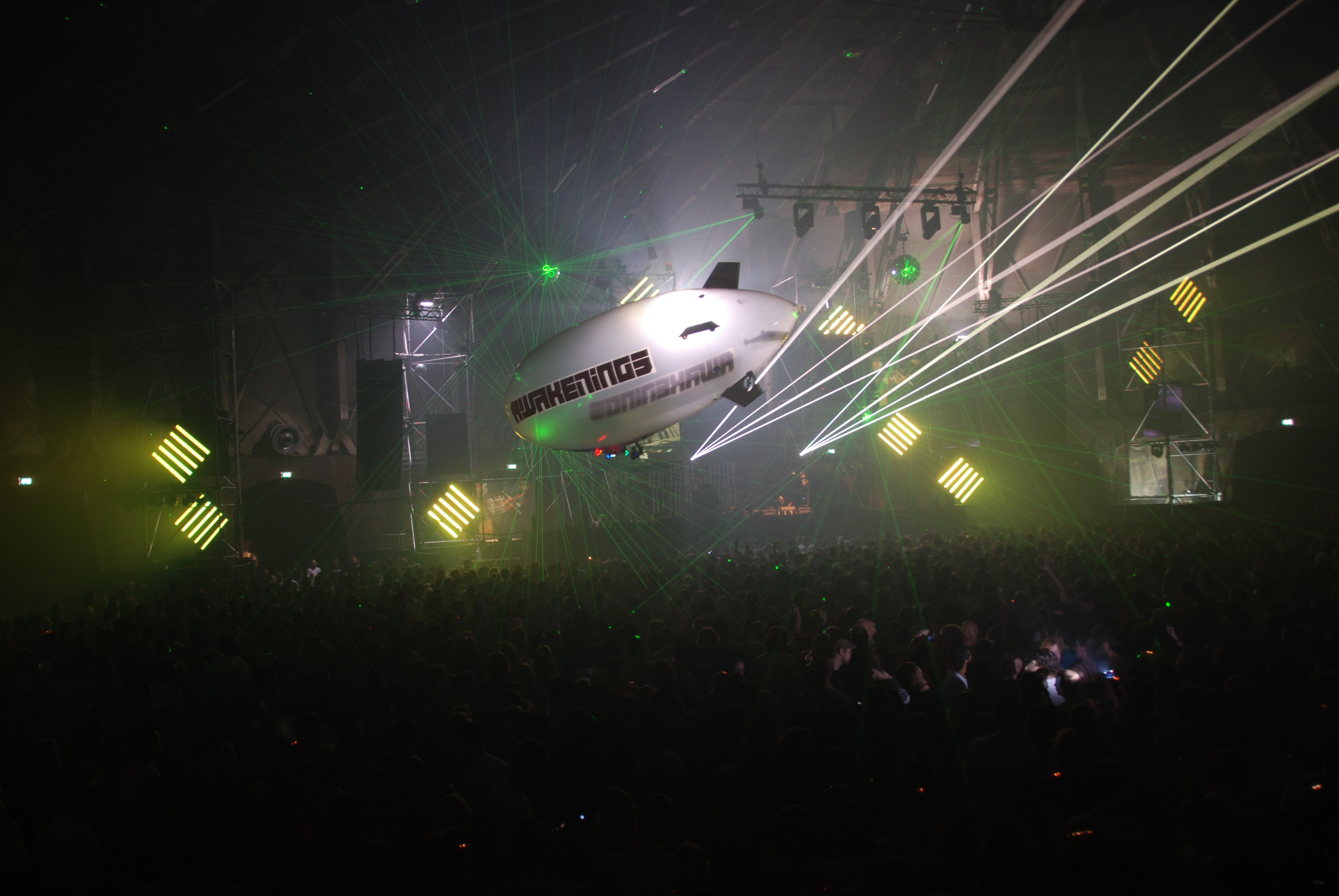
Awakenings

## Bisherige Veranstaltungen

### 1997
- 30. März 1997 Awakenings, Gashouder (Godard, Angelo, Nick Rapaccioli, Derrick May, Billy Nasty, Dimitri, Zen)
- 11. Oktober 1997 Awakenings, Gashouder (Remy, Nick Rapaccioli, Sven Väth, Billy Nasty, Angelo)

### 1998
- 21. Februar 1998 Awakenings, Gashouder (Angelo, Nick Rapaccioli, Kenny Larkin, Paul van Dyk, Dimitri, Steve Rachmad)
- 11. April 1998 Awakenings, Gashouder (Dimitri, Stacey Pullen, Luke Slater, Richie Hawtin, Darren Price, Jorg)
- 12. April 1998 Awakenings, Gashouder (Angelo, Juan Atkins, Nick Rapaccioli, Stacey Pullen, Billy Nasty, Remy)
- 31. Mai 1998 Awakenings, Gashouder (Per, Nick Rapaccioli, Mr. C, Daz Saund, Oliver Bondzio, Steve Rachmad, Lucas)
- 30. Oktober 1998 Awakenings, Gashouder (Jerome (live), Dimitri, Nick Rapaccioli, Stacey Pullen, Joel Mull, Billy Nasty, Remy)
- 5. Dezember 1998 Awakenings, Gashouder (Angelo, Steve Stoll, Marco Carola, Darren Price, Steve Rachmad)

### 1999
- 6. Februar 1999 Awakenings, Gashouder (Laidback Luke, Kenny Larkin, Andrew Weatherall, Adam Beyer, Remy)
- 4. April 1999 Awakenings, Gashouder (Estroe, JP, Dave Clarke, Claude Young, Luke Slater, Steve Rachmad)
- 22. Mai 1999 Awakenings, Gashouder (Angelo, Damon Wild, Surgeon, Sven Väth, Misjah)
- 24. Juli 1999 Awakenings, Gashouder (Laidback Luke, Nick Rapaccioli, Paul Daley, Marco Carola, Robert Armani, Steve Rachmad)
- 18. September 1999 Awakenings, Gashouder (Surgeon, Estroe, Jay Denham, The Advent (live), Frankie Bones, Remy)
- 30. Oktober 1999 Awakenings, Gashouder (Jerome (live), Acid Junkies (live), Steve Bicknell, Jeff Mills, Misjah, Remy)
- 4. Dezember 1999 Awakenings, Gashouder (Laidback Luke, Monika Kruse, Mike Dearborn, Holy Ghost, Jay Denham, Steve Rachmad)

### 2000
- 18. Februar 2000 Awakenings - Techno Weekend, Gashouder (Detroit Special), Gashouder (Carlijn, Kevin Saunderson, Kenny Larkin, Jay Denham, Rolando, Angelo)
- 19. Februar 2000 Awakenings - Techno Weekend, Gashouder (Shinedoe, Johannes Heil (live), Surgeon, Ben Sims, Remy, Adam Beyer)
- 29. April 2000 Awakenings, Gashouder (Lady Aida, Alter Ego, Sven Väth, Dave Clarke, Steve Rachmad)
- 16. September 2000 Awakenings, Gashouder (Jerome (live), Steve Rachmad, Gayle San, Surgeon, Laidback Luke, Uroš Umek)
- 8. Dezember 2000 Awakenings, Gashouder (T!m, Gaetano Parisio, Monika Kruse, Chris Liebing, Steve Rachmad)
- 9. Dezember 2000 Awakenings, Gashouder (Estroe, Blake Baxter, Stacey Pullen, Adam Beyer, Remy)

### 2001
- 23. Februar 2001 Awakenings, Now & Wow (Joachim, T!m, Gayle San, Jay Denham, Seutek, Steve Rachmad, Rolando, Pascal FEOS)
- 15. April 2001 Awakenings, Now & Wow (Joachim, Steve Rachmad, Chris Liebing, Adam Beyer, Seutek, Lady Aida, Samuel L. Session, Ben Sims)
- 3. Juni 2001 Awakenings, Now & Wow (Jerome (live), Surgeon, Misstress Barbara, Rush, Remy, Nick Rapaccioli, Kenny Larkin, Mr. C)
- 25. August 2001 Awakenings Festival, Festivalterrein Spaarnwoude (Rick Angel, Steven de Peven, Seutek, Miss Djax (live), Surgeon, Monika Kruse, Cari Lekebusch, Rino Cerrone, Ben Sims, Bart Skils, Jerome (live), Marco Bailey, Gayle San, Jay Denham, Steve Rachmad, Chris Liebing, Misstress Barbara, Rush, Estroe, Shinedoe, Samuel L. Session, Johannes Heil (live), Kenny Larkin, Speedy J, Nick Rapaccioli, Remy, Adam Beyer)
- 26. Oktober 2001 Awakenings, Now & Wow (Bart Skils, Valentino Kanzyani, Glenn Wilson, Joachim, Pim Warnars, Steve Rachmad, Ben Sims, Henrik B)
- 7. Dezember 2001 Awakenings, Now & Wow (PB, Jerome (live), Speedy J, Misstress Barbara, Marco Remus, Damian Keane, Remy, Adam Beyer, Steve Rachmad)

### 2002
- 1. Februar 2002 Awakenings, Now & Wow (Shinedoe, Derrick May, Cristian Varela, Ignition Technician, Thomas Krome, Zero One, Pascal FEOS, Heiko Laux, Steve Rachmad)
- 29. März 2002 Awakenings, Now & Wow (Damian Keane, Jerome (live), Miss Djax (live), Rush, Angelo, Nick Rapaccioli, Monika Kruse, Uroš Umek)
- 31. März 2002 Awakenings, Now & Wow (Estroe, Steve Rachmad, Chris Liebing, Richie Hawtin, Bart Skils, Dimitri, Marco Bailey, Misstress Barbara)
- 18. Mai 2002 Awakenings, NDSM (Floornoiz, Derrick May, Marco Carola, Cari Lekebusch, Ben Sims, Oscar Mulero)
- 6. Juli 2002 Awakenings Festival, Festivalterrein Spaarnwoude (Estroe, Remy, Nick Rapaccioli, Derrick May, Ricardo Villalobos, Jack de Marseille, Monika Kruse, Adam Beyer, Skylla, Bart Skils, James Ruskin, Oscar Mulero, Cari Lekebusch, Ken Ishii, Cristian Varela, Steve Rachmad, Ben Sims, K. Cee, Damian Keane, Rush, Marco Remus, Gayle San, Marco Bailey, Headroom, Miss Djax (live), Chris Liebing, Raphael, Seutek, Koert Notario, Alden Tyrell, Steffi, Dexter, I-F, K-1, Hardy Hard)
- 13. September 2002 Awakenings, Now & Wow (Skylla, Surgeon, Uroš Umek, Steve Rachmad, Kostas Hom, Dave Tarrida, Cari Lekebusch, Oscar Mulero)
- 31. Dezember 2002 Awakenings, NDSM (Steffi, Bart Skils, Adam Beyer, Adam Beyer & Chris Liebing, Chris Liebing, Marco Remus)

### 2003
- 20. April 2003 Awakenings, NDSM (Magda, Remy, Renato Cohen, Richie Hawtin, Steve Rachmad)
- 5. Juli 2003 Awakenings Festival, Festivalterrein Spaarnwoude (TLR, The Hacker, Kid Goesting, Dr. Lektroluv, Break 3000, Ellen Allien, Legowelt, Herr Arter & Terry Toner, Pacou (live), Angela Flame, Cari Lekebusch, Diego, Jeff Mills, Joris Voorn (live), Steve Rachmad, Renato Cohen, Surgeon, Alter Ego, Gayle San, Chris Liebing, Dave Clarke, Deimos & Yoyok, Rush, Marco Remus, Oscaro Mulero, Stephan & Vincent de Wit, Alexander Kowalski ft. Raz O’Hara, Miss Ladida, Adam Beyer, Bart Skils, Ben Sims, Marco Carola, Pascal FEOS, Stacey Pullen, Stefano Richetta)
- 11. Oktober 2003 Awakenings, NDSM (Dimi Angélis, Steve Rachmad, Christian Wunsch, Adam Beyer, Adam Beyer & Chris Liebing, Chris Liebing, Misstress Barbara)
- 31. Dezember 2003 Awakenings, NDSM (Herr Arter, Bart Skils, Joel Mull & Steve Rachmad, Secret Cinema (live), Oliver Ho & James Ruskin, Speedy J, David Squillace & Rino Cerrone)

### 2004
- 11. April 2004 Awakenings, NDSM (Shiva, Jesper Dahlbäck, Adam Beyer, Hardcell & Grindvik, Cari Lekebusch, Henrik B)
- 3. Juli 2004 Awakenings Festival, Festivalterrein Spaarnwoude (Herr Arter & Terry Toner, Steve Rachmad, Ricardo Villalobos, Alexander Kowalski (live), Heiko Laux, Bart Skils, Michel de Hey, Adam Beyer, Vin-iLL, Carlos Rios vs. Vincent de Wit, Lars Klein & Jan Liefhebber, Pet Duo, Misstress Barbara, Miss Djax (live), Gayle San, Chris Liebing, Marco Remus, Phonopunk, Estroe & Shinedoe, Lucca, Joris Voorn (live), Cari Lekebusch, Regis & James Ruskin, Rumenige & Loktibrada, Petar Dundov & Steve Rachmad, Oscaro Mulero, Marco Bailey & Cristian Varela, Monica Electronica, Lauruz Lauhaus & Melon, Tobi Neumann, Acid Maria & Electric Indigo, Jacek Sienkiewicz, Wighnomy Brothers, Luciano, Steve Bug, Koze)
- 29. Oktober 2004 Awakenings, Graansilo (Oliver Kucera (live), Marco Remus, Rush, Amok, Damian Keane, Pelacha, Reeko, Marco Bailey, Steve Rachmad, Monica Electronica, Yoyok, Magda, Seutek)
- 31. Dezember 2004 Awakenings, NDSM (David Labeij, Bart Skils, Adam Beyer, Joris Voorn (live), Rumenige & Loktibrada, Regis, Miss Djax (live))

### 2007
- 26. Januar 2007 Awakenings, Graansilo (Peter Horrevorts, Microfunk (live), Rejected (live), Bando & Cristian Varela, Cari Lekebusch, Jeroen Liebregts, Carlos Rios & Oliver Kucera (live), Marco Remus, Murphy, Mario Ranieri, Ion Ludwig (live), 2000 and One, Dave Ellesmere)

### 2008
- 28. Juni 2008 Awakenings Festival, Festivalterrein Spaarnwoude (Boris Werner & Carlos Valdes, Agoria & Oxia, Monika Kruse & Gregor Tresher, Rejected (live), Mauro Picotto, Christian Smith & John Selway (live), Steve Rachmad, The Advent (live), Dave Clarke, Pitto (live) & Brent Roozendaal, Damian Schwartz (live), Karotte, Kabale und Lauhaus (live), Ricardo Villalobos, Paco Osuna (live), Alex Under (live), Marco Carola, Richie Hawtin, Mark August, Olivier Giacomotto, Terence Fixmer (live), Stephan Bodzin & Oliver Huntemann, The Youngsters & Scan X (live), Joel Mull, Pär Grindvik, Adam Beyer, Ortin Cam (live), Cari Lekebusch, Anoesjka, Peel Seamus, Stacey Pullen, Kenny Larkin, Derrick May, Kevin Saunderson, DJ Bone, Oscar Mulero & Christian Wunsch, Ben Sims, Paul Boex & Marco Rane, Museum (live), Gayle San, Cristian Varela & Pepo, Felix Kröcher, Marco Remus & Ramon Remus, Sven Wittekind (live), Pet Duo, Andreas Kremer, Mario Ranieri & Frank Kvitta)

### 2009
- 27. Juni 2009 Awakenings Festival, Recreatiegebied, Halfweg: Adam Beyer, Kevin Saunderson, Dubfire & Davide Squillace, Green Velvet (live), Speedy J, Anton Pieete (live), Josh Wink & D'Julz, Daniel Sanchez, Alex Under (live), Marco Carola, Karotte, Makam (live), Audion (aka Matthew Dear) (live), Fokko Versloot & Koen Lebens, Paco Osuna, Paul Ritch (live), Magda, Dave Clarke, Joris Voorn, Len Faki, Mauro Picotto, Misstress Barbara, Tim Wolff, Valentino Kanzyani & Marko Nastic, Slam (live), Sino Live! Technasia & Dosem, Ben Sims, Surgeon, Carl Craig, Stacey Pullen, Secret Cinema (live), Rolando, Heiko Laux & Steve Rachmad, Thomas Martojo & Casper Tielrooij, Oscar Mulero, Miss Djax (live), Tom Hades, Marco Bailey, Alex Kvitta (live), Bas Mooy (live), PET Duo, Counterpart (live), Sven Wittekind, Marco Remus, Gayle San, Cari Lekebusch, Tetrapak (Arkus P. & Boris S), Invite, Ritzi Lee, Trentemøller, Âme & Dixon, Mathias Kaden, Dominik Eulberg, Gabriel Ananda, Olene Kadar (live), Jimpster, Marc Romboy